# Aristida vagans
Aristida vagans är en gräsart som beskrevs av Antonio José Cavanilles. Aristida vagans ingår i släktet Aristida och familjen gräs. Inga underarter finns listade i Catalogue of Life.

## Bildgalleri

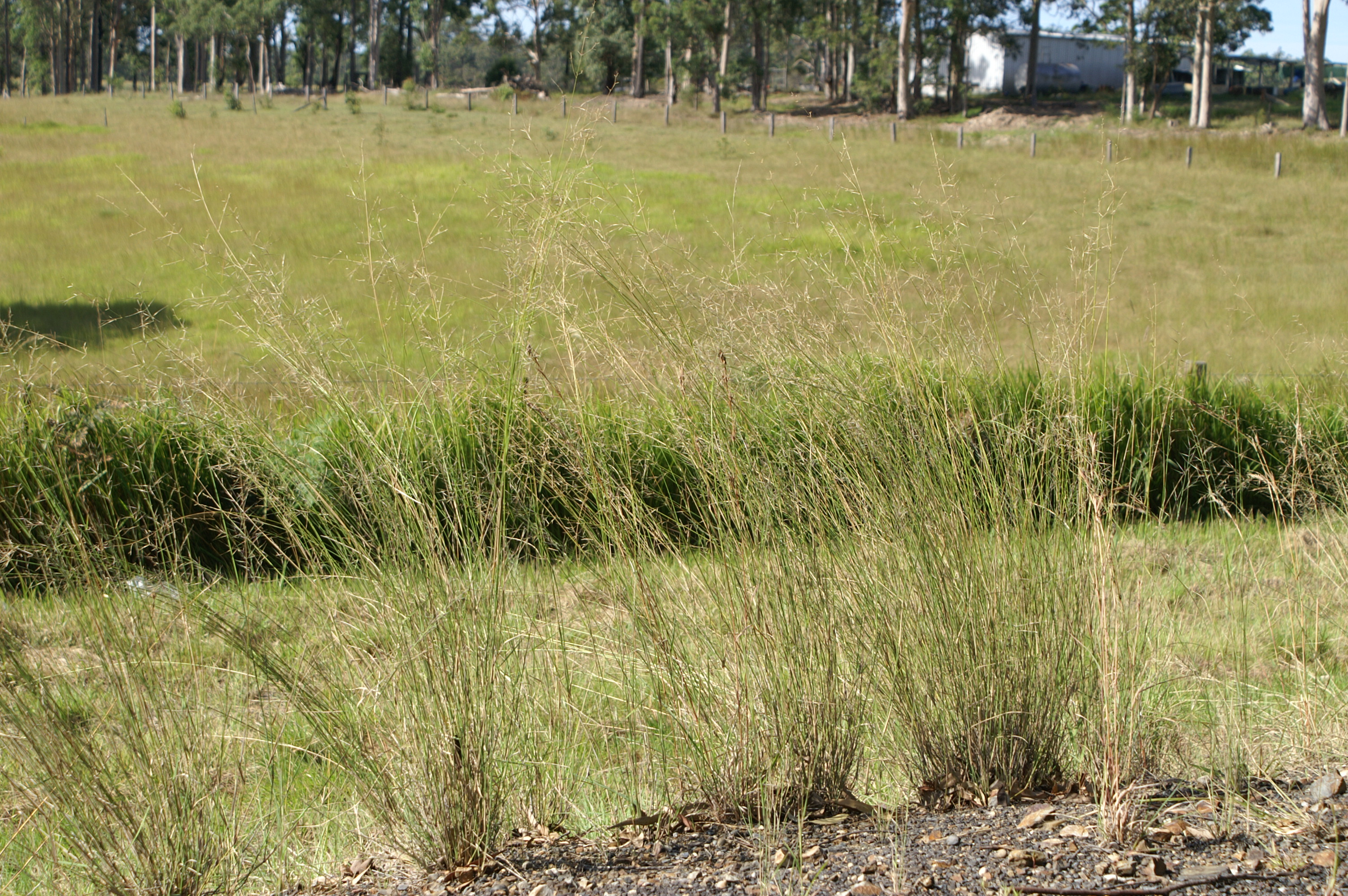
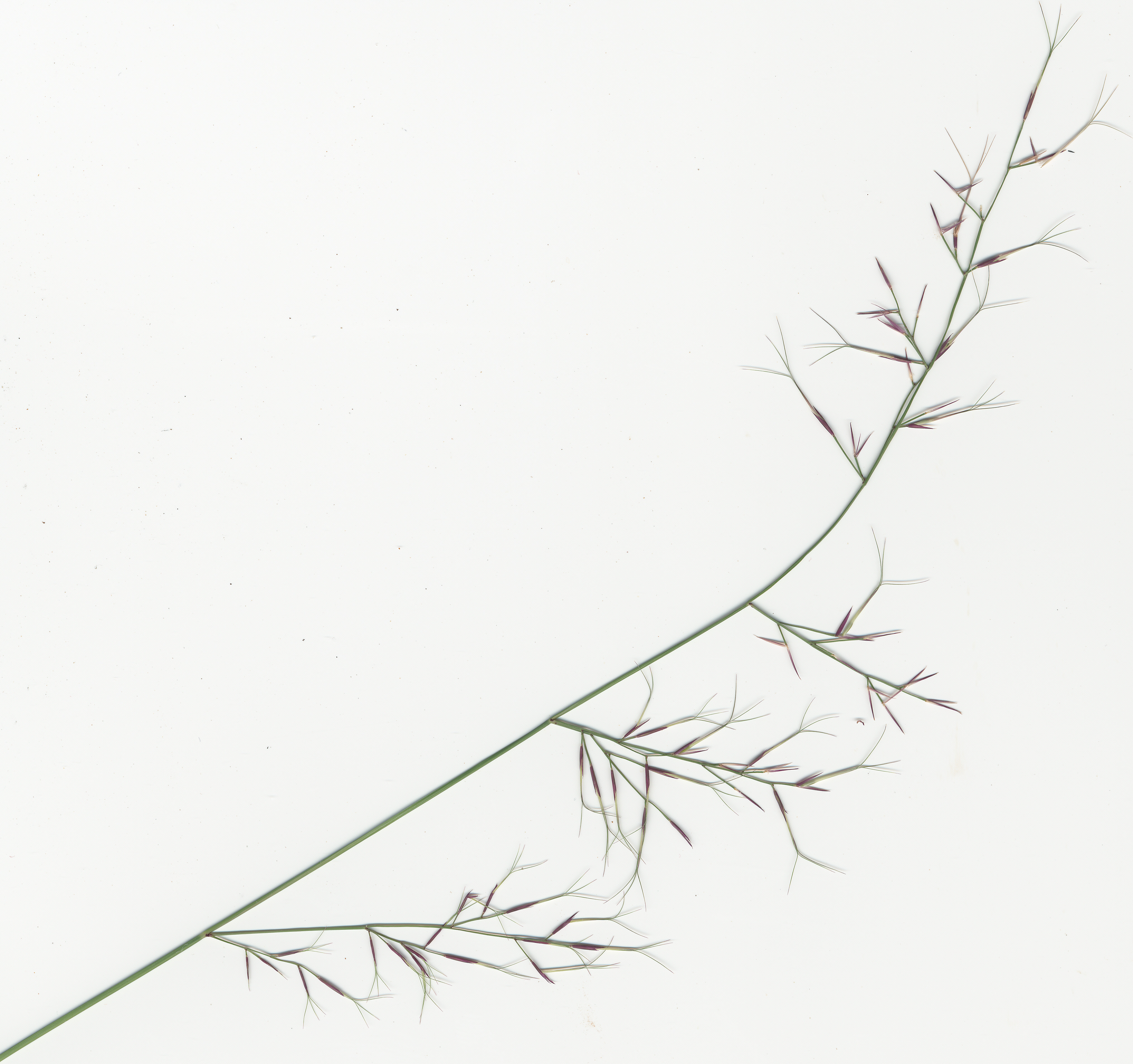